# Yazıkent, Bozdoğan
Yazıkent là một thị trấn thuộc huyện Bozdoğan, tỉnh Aydın, Thổ Nhĩ Kỳ. Dân số thời điểm năm 2010 là 2.091 người.